# Vichten
Vichten é uma comuna do Luxemburgo, pertence ao distrito de Diekirch e ao cantão de Redange.

## Demografia
Dados do censo de 15 de fevereiro de 2001:
- população total: 831
  - homens: 427
  - mulheres: 404

- densidade: 67,78 hab./km²
- distribuição por nacionalidade:

| Nacionalidade  | População | %      |
| -------------- | --------- | ------ |
| luxemburgueses | 716       | 86,16% |
| estrangeiros   | 115       | 13,84% |
| - portugueses  | 32        | 3,85%  |
| - franceses    | 11        | 1,32%  |
| - italianos    | 17        | 2,05%  |
| - belgas       | 33        | 3,97%  |
| - alemães      | 8         | 0,96%  |
| - iuguslavos   | 7         | 0,84%  |
| - outros       | 7         | 0,84%  |

- Crescimento populacional:

| Ano        | População |
| ---------- | --------- |
| 15/02/2001 | 831       |
| 01/01/2002 | 853       |
| 01/01/2003 | 872       |
| 01/01/2004 | 889       |
| 01/01/2005 | 869       |